# San Rocco (Pisa)
San Rocco je kostel v Pise na piazza dei Cavalieri patřící řádu rytířů svatého Štěpána.
Budova kostela se jménem San Pietro in Cortevecchia je na tomto místě doložena z roku 1028. Roku 1575 proběhla kompletní rekonstrukce a přešel pod správu Compagnie di San Rocco (1578).

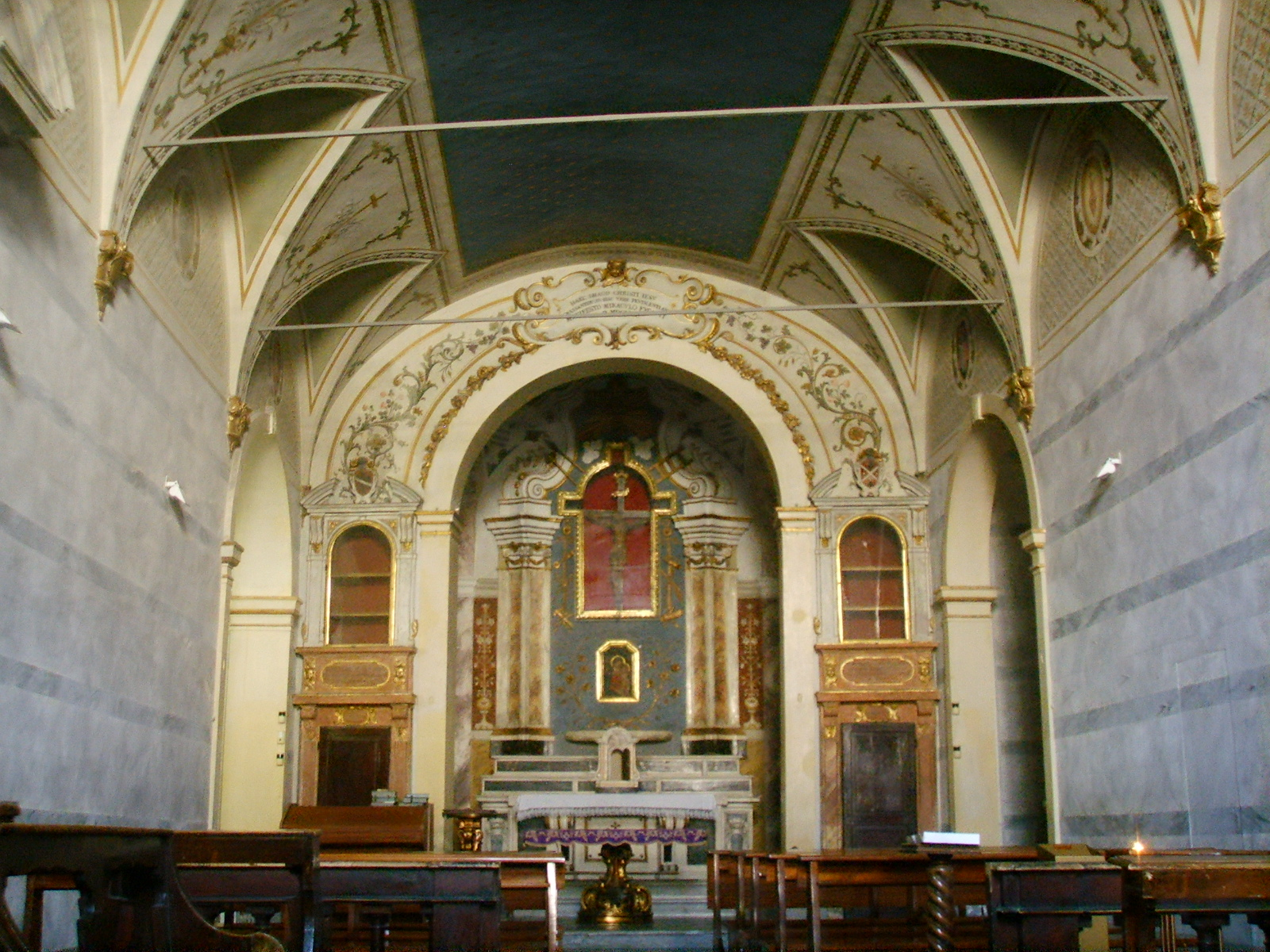
Interiér kostela

Architekt Cosimo Pugliani vedl rekonstrukci v letech 1630 až 1634 a přistavěl také oratoř.
Compagnia byla zrušena roku 1782 a kostel přešel do soukromých rukou, pod diecézní správou je opět od roku 1899.

## Interiér
Interiér uchovává výzdobu ze 13. století (v nikách), z 18. a 19. století (freska Svatý Roch od Venturiho), Madonu s dítětem z barvené terakoty (15. století). Nalevo od oltáře je malba Svatého Rocha od Soglianiho.